# Jason Daði Svanþórsson
Jason Daði Svanþórsson (31 dicembre 1999) è un calciatore islandese, centrocampista del Grimsby Town.

## Carriera

### Club
Ha sempre giocato nel campionato islandese di calcio.
Nella stagione 2023-2024 ha segnato due gol nella fase a gironi della Conference League.

### Nazionale
Vanta tre presenze con la nazionale islandese.

## Palmarès

### Club

#### Competizioni nazionali
- Úrvalsdeild: 1

Breiðablik: 2022
- Supercoppa d'Islanda: 1

Breiðablik: 2023
- 2. deild karla: 1

Afturelding: 2018